# Los Wembler's de Iquitos
Los Wembler's de Iquitos es una banda de cumbia amazónica formada en 1968 en Iquitos por el guitarrista Salomón Sánchez Saavedra, y está integrada por sus cinco hijos. Con una presencia musical extensa. Los Wembler's son los pioneros de la cumbia amazónica en la cultura de Iquitos y goza de una fama internacional. Sus canciones más conocidas son «La danza del petrolero», «Un silbido amoroso», «Sonido amazónico», «Amenaza verde», «Ikaro del amor» y «Del Itaya a Italia».

## Historia
Los Wembler's de Iquitos fue fundada en 1964, y estuvo conformada por seis integrantes, Salomón Sánchez Saavedra, y sus cinco hijos: Isaías, Jair, Alberto, Jairo y Misael. En 1971, grabaron un LP llamado Cumbia amazónica, e iniciaron el nuevo género musical llamado cumbia amazónica, un subgénero de la cumbia peruana, a su vez un derivado de la cumbia.
En 1968, en Iquitos, Salomón Sánchez Saavedra decidió formar una banda que tocaría una versión electrónica de la música popular de la Amazonía de ese momento: pandilla, carimbó y, por supuesto, cumbia. Lo que fue el principal factor para el éxito de su carrera musical.
Salomón reclutó a sus cinco hijos y nombró a la banda "Los Wembler's". En medio del Amazonas, usaron instrumentos electrónicos anglosajones y un nombre exótico, como fue: Los Wembler's.
Los Wembler's se iniciaron el mismo año que Los Destellos y Juaneco y su Combo, otros dos pioneros de la cumbia peruana que sentaron las bases de lo que se conocería como chicha. Sus canciones estaban dedicadas para todos los estratos sociales, a diferencia de otros grupos musicales que creaban canciones exclusivamente para las clases alta y media. La clase trabajadora era el principal público consumidor de su música.
En la cumbre de su vida artística, los Wembler's se presentaron en países latinoamericanos como Bolivia, Chile, Ecuador y Colombia.
Por otra parte, Iquitos  ha sido la ciudad aislada más grande del mundo. Su demografía es de quinientos mil habitantes y la vía de acceso más cercana, después de la aérea, está a seis días en barco. A pesar de su aislamiento geográfico, Iquitos siempre ha estado abierto al mundo exterior, para bien o para mal. Esta ciudad ha sido escenario de algunas invasiones, entre las más resaltantes han sido: el auge del caucho de principios del siglo XX y el boom del petróleo de la década de 1960. 

### Inicios y éxito
El clan Sánchez se inspiró en las transmisiones de radio AM que en esa época reproducía música de Colombia, Ecuador, Brasil, Venezuela y Estados Unidos. Todas esas influencias encontraron su camino en su música. 
Por otra parte, Iquitos siempre había tenido la reputación de ser una ciudad de fiesta y en medio del auge petrolero, "los nuevos ricos" necesitaban gastar sus "petrodólares". Fue en ese contexto, que la reputación de Los Wembler's creció rápidamente, sobre todo porque realizaron una gira por toda la región amazónica para la difusión de sus sonidos.
Es así, que Los Wembler's escribieron dos de los primeros éxitos del género: «Sonido amazónico», que se ha convertido en el himno no oficial de la cumbia amazónica, y «La danza del petrolero». Sin embargo, ambas melodías se hicieron famosas gracias a la agrupación musical Los Mirlos, quienes tomaron varias de las pistas de Los Wemblers. Los Mirlos tenían su sede en Lima, por lo cual tenían mayor acceso a creadores de tendencias y al público en general, convirtiéndose en una de los grupos musicales más conocidos del género.
De 1973 a 1979, Los Wembler`s grabaron de dos a tres álbumes al año, pero a fines de la década de 1970, la banda comenzó a desacelerarse. Su estilo psicodélico arraigado se estaba volviendo obsoleto a medida que las bandas más jóvenes comenzaron a usar  sintetizadores y sonidos de guitarra procesados. 
A finales de los años setenta, el fundador y padre de los integrantes, Salomón Sánchez Saavedra falleció. El suceso conmovió a los integrantes dejaron de hacer giras y los llevó a un extenso lapso con algunas presentaciones públicas, dejando un importante legado musical, que aún sigue siendo popular en las fiestas populares.

## Actualidad

### Giras en todo el mundo
En 2012, los Wembler's fueron elegidos para una producción turística de Marca Perú y reiniciaron su carrera artística. Compusieron «Del Itaya a Italia», una fusión musical de cumbia amazónica y tarantela, que fue presentado como una canción de marketing turístico para Loreto en una ciudad homónima de Italia.
A partir de la década de 2010 y en adelante, se ha recuperado el interés por su música y la banda se presentó en Lima luego de veinticinco años de ausencia de la escena nacional. Es así que los Wembler's llevaron su funk amazónico a Estados Unidos y Europa.
En el 2024, el Ministerio de Cultura del Perú los distinguió como Personalidad Meritoria de la Cultura por su larga trayectoria, fortalecer la identidad amazónica y aportar a la identidad musical del Perú en el mundo. El reconocimiento se brindó mediante  la Resolución Ministerial n.º 000065-2024-MC.
En 2024, se estrenó el documental «Sonido amazónico» de Luis Chumbe Huamani, que busca revalorizar la trayectoria de Los Fabulosos Wembler’s. A pesar de más de 50 años llevando la cumbia amazónica a escenarios internacionales como París y Nueva York, los hermanos Sánchez Casanova aún enfrentan el reto de ser reconocidos en su propio país.

## Discografía

### Álbumes de estudio
- Al ritmo de Los Wembler's (1972)
- La danza del petrolero (1975)
- La amenaza verde (1975)
- El encanto de la selva (1976)
- Carapira (1976)
- Fiesta en la selva (1977)
- Bailando hasta el amanecer (1978)
- Fiebre en la selva (1978)
- El sabor tropical de Los Wembler's (1979)
- Estos son... los famosos Wembler’s de Iquitos (1980)
- Ikaro del amor (2017)[8]
- Visión del ayahuasca (2019)